# Veslování na Letních olympijských hrách 1904
Veslování na Letních olympijských hrách 1904 v St. Louis.

## Medailisté

### Muži
| Disciplína              | Zlato | Stříbro | Bronz                                                                                  |
| Skif                    | Frank Greer · Spojené státy americké (USA) | James Juvenal · Spojené státy americké (USA) | Constance Titus · Spojené státy americké (USA)                                         |
| Dvojskif                | Spojené státy americké (USA) · John Mulcahy · William Varley | Spojené státy americké (USA) · Jamie McLoughlin · John Hoben | Spojené státy americké (USA) · Joseph Ravannack · John Wells                           |
| Dvojka bez kormidelníka | Spojené státy americké (USA) · Robert Farnan · Joseph Ryan | Spojené státy americké (USA) · John Mulcahy · William Varley | Spojené státy americké (USA) · John Joachim · Joseph Buerger                           |
| Čtyřka bez kormidelníka | Spojené státy americké (USA) · Arthur Stockhoff · August Erker · George Dietz · Albert Nasse                                                                                    | Spojené státy americké (USA) · Frederck Suerig · Martin Formanack · Charles Aman · Michael Begley                                                                     | Spojené státy americké (USA) · Gustav Voerg · John Freitag · Lou Heim · Frank Dummerth |
| Osmiveslice             | Spojené státy americké (USA) · Frederick Cresser · Michael Gleason · Frank Schell · James Flanagan · Charles Armstrong · Harry Lott · Joseph Dempsey · John Exley · Louis Abell | Kanada (CAN) · Arthur Bailey · William Rice · George Reiffenstein · Phil Boyd · George Strange · William Wadsworth · Donald MacKenzie · Joseph Wright · Thomas Loudon | Neudělena                                                                              |

## Přehled medailí
| Pořadí | Země                   | Zlato | Stříbro | Bronz | Celkově |
| ------ | ---------------------- | ----- | ------- | ----- | ------- |
| 1      | Spojené státy americké | 5     | 4       | 4     | 13      |
| 2      | Kanada                 | 0     | 1       | 0     | 1       |
| Celkem | Celkem                 | 5     | 5       | 4     | 14      |